# Univerzita v Readingu
Univerzita v Readingu (anglicky: University of Reading) je veřejná výzkumná univerzita v anglickém městě Reading, v hrabství Berkshire. Byla založena v roce 1892 jako University College, Reading, nástavbová kolej Oxfordské univerzity. Instituce získala pravomoc udělovat své vlastní tituly v roce 1926 královskou listinou od krále Jiřího V. a byla jedinou univerzitou, která takovou listinu obdržela mezi dvěma světovými válkami. Univerzita je obvykle řazena mezi tzv. červenocihelné univerzity. Reading má čtyři hlavní kampusy. V samotném Readingu jsou kampusy London Road a Whiteknights, kampus Greenlands leží na březích řeky Temže v hrabství Buckinghamshire a kampus v Iskandar Puteri se nachází v Malajsii. Univerzita je od roku 2016 rozdělena na 16 škol. Podle žebříčku QS World University Rankings 2024 je Univerzita v Readingu 169. nejkvalitnější vysokou školou na světě. Na univerzitě studuje okolo 17 tisíc studentů.